# Кулаевское сельское поселение
Кулаевское се́льское поселе́ние (тат. Колай авыл җирлеге) — муниципальное образование в Пестречинском районе Республики Татарстан.
Административный центр — село Кулаево.

## География
Кулаевское сельское поселение граничит с Богородским, Кощаковским, Пестречинским, Шалинским, Шигалеевским сельскими поселениями и Лаишевским муниципальным районом.

## История
Образовано в соответствии с законом Республики Татарстан от 26 июля 2008 г. № 34-ЗРТ "О внесении изменений в Закон Республики Татарстан «Об установлении границ территорий и статусе муниципального образования „Пестречинский муниципальный район“ и муниципальных образований в его составе».

## Население
| 2010  | 2011  | 2012  | 2013  | 2014  | 2015  | 2016  |
| ----- | ----- | ----- | ----- | ----- | ----- | ----- |
| 1622  | ↗1623 | ↗1656 | ↗1663 | ↗1701 | ↘1692 | ↗1699 |
| 2017  | 2018  |       |       |       |       |       |
| ↗1712 | ↘1671 |       |       |       |       |       |

## Состав сельского поселения
| № | Населённый пункт | Тип населённого пункта       | Население |
| - | ---------------- | ---------------------------- | --------- |
| 1 | Арышхазда        | село                         | ↗196      |
| 2 | Большие Дюртили  | деревня                      | ↘22       |
| 3 | Карповка         | посёлок                      | ↗260      |
| 4 | Кулаево          | село, административный центр | ↗1164     |
| 5 | Тагашево         | село                         | ↘100      |